# Einschienenbahn Osaka
Die Einschienenbahn Osaka (jap. 大阪モノレール, Ōsaka Monorēru), auch Osaka Monorail genannt, ist eine nach dem ALWEG-System gebaute Sattelbahn in der japanischen Präfektur Osaka. Die von der Firma Hitachi gebaute Bahn wurde im Juni 1990 in Betrieb genommen. Sie hat zurzeit insgesamt 28,0 Kilometer Streckenlänge (Stand Juli 2023).

## Geschichte
Bereits im Januar 1971 beschloss das Planungsamt der Präfektur Osaka, die übermäßige Konzentration im Stadtzentrum zu mildern und eine mehrkernige städtische Struktur zu schaffen. Dafür war der Bau einer „Zentralen Ringbahn“, die Osaka und Minami-Osaka von Ost nach West verbindet, ein wesentliches Element. Zugleich wurde die Einführung neuer Transportsysteme wie der Einschienenbahn auf dieser Ringbahn in Betracht gezogen.
So wurde zum 15. Dezember 1980 die Osaka Rapid Railway Co. Ltd. (jap. 大阪高速鉄道株式会社としŌsakakōsokutetsudō kabushikigaisha to shi) gegründet und keine zwei Jahre später begannen im November 1982 die Bauarbeiten zwischen den Stationen Minami Ibaraki und Senri-Chūō. Dieser Abschnitt wird am 1. Juni 1990 eröffnet, im Sommer darauf beginnen die Bauarbeiten für die Verlängerung nach Kadoma shi und auch die Bauarbeiten an der Westverlängerung in Richtung Flughafen sind in vollem Gange. Am 1. April 1997 wird dieser an die Strecke der Einschienenbahn angeschlossen, zum 1. August des Jahres wird die Strecke zur bisher südlichsten Endstation eröffnet. Im Jahr darauf am 1. Oktober wird die Zweigstrecke zum Universitätskrankenhaus eingeweiht, die zum 19. März 2007 dann ihre Endstation Saito-nishi erreicht. Mit dieser Eröffnung wird die Nummerierung der Bahnhöfe eingeführt.
Am 21. März 2019 werden an der Station Senri-Chūō erstmals automatische Bahnsteigtüren eingeweiht, der Einbau dieses Sicherheitssystems erfolgt in der Folgezeit in allen anderen Stationen. Am 28. Januar 2023 wird an der Station Kōen-higashiguchi die letzte neue Anlage in Betrieb genommen und damit dieses Bauprojekt abgeschlossen.
Seit 1. Juni 2020 firmiert die Betreibergesellschaft unter dem Namen Osaka Monorail Co. Ltd. (jap. 大阪モノレール株式 Ōsaka monorēru kabushiki).

## Strecken
Die Einschienenbahn Osaka erschließt auf durchgängig zweigleisigen und aufgeständerten Strecken mit zwei Linien den Raum nördlich der Stadt Osaka. Die Stammstrecke, die Monorēru sen (Monorail Linie), umfasst 14 Haltestellen auf 21,2 Kilometern Streckenlänge und führt von Toyonaka über Suita, Ibaraki, Settsu und Moriguchi nach Kadoma. Die Zweigstrecke, die Monorēru Saito sen (Monorail Saito Linie), umfasst von der Anschlussstation Bampaku-kinen-kōen aus vier weitere Haltestellen auf 6,8 Kilometer langer Strecke und führt von Suita nach Ibaraki. Die beiden Linien verbinden drei Campusse der Universität Osaka miteinander.
Die steilste Neigung beträgt an mehreren Stellen 50 Promille und die engste Kurve hat einen Radius von 100 Metern und liegt zwischen den Stationen Hotarugaike und Shibahara.

### Chronik
| Eröffnungsdatum    | Linie | Streckenabschnitt                            | Streckenlänge | Neue Bahnhöfe |
| ------------------ | ----- | -------------------------------------------- | ------------- | ------------- |
| 1. Juni 1990       | 1     | Senri-Chūō – Minami-Ibaraki                  | 6,7 km        | 5             |
| 30. September 1994 | 1     | Senri-Chūō – Shibahara-handai-mae            | 3,5 km        | 2             |
| 1. April 1997      | 1     | Shibahara-handai-mae – Flughafen Osaka-Itami | 3,1 km        | 2             |
| 22. August 1997    | 1     | Minami-Ibaraki – Kadoma-shi                  | 7,9 km        | 5             |
| 1. Oktober 1998    | 2     | Bampaku-kinen-kōen – Handai-byōin-mae        | 2,6 km        | 2             |
| 19. März 2007      | 2     | Handai-byōin-mae – Saito-nishi               | 4,2 km        | 2             |

### Planungen
Die Hauptlinie soll sich über Kadoma-shi hinaus in den Süden fortzusetzen und mit fünf Haltestellen bis zum Bahnhof Uryūdō in Higashiōsaka um 8,9 Kilometer Strecke verlängert werden. Die erste Haltestelle dieser Ausbaumaßnahme, Matsuocho, wurde erst nachträglich in die Planung aufgenommen, nachdem die Städte Kadoma und Ibaraki diesen Halt angefragt hatten. Es war ursprünglich geplant, die Strecke 2029 zu eröffnen. Bei detaillierten Baugrunduntersuchungen hat sich 2023 aber herausgestellt, dass im Bereich der geplanten Endstation in Uryūdō der Boden sehr weich ist, sodass umfangreich umgeplant werden muss. Daher und wegen gestiegener Materialkosten verteuert sich das Bauprojekt um etwa 65 Milliarden Yen auf 176 Milliarden Yen (umgerechnet rund 1,1 Milliarden Euro) und die Fertigstellung verzögert sich bis voraussichtlich 2033.

### Verworfene Planungen
Es war geplant, die Zweiglinie über Saito-nishi hinaus in den Nordosten fortzusetzen und mit zwei Haltestellen Nakabe und Higashi um gut 2 Kilometer Strecke zu verlängern und die dort geplanten Wohngebiete zu erschließen. Nachdem dann aber Gewerbegebiete entstanden, wurde das Projekt mangels Rentabilität in 2017 verworfen.

## Fahrzeuge
Die Einschienenbahn Osaka setzt elektrische Triebwagen aus drei Fahrzeuggenerationen ein, die als Typ 1000, Typ 2000 und Typ 3000 bezeichnet werden. Dabei handelt es sich um Zweirichtungsfahrzeuge. Eine Zuggarnitur besteht immer aus vier Triebwagen.
| Tabelle der Baureihen |               |           |        |          |         |        |                      |               |           |             |                 |                                                                        |
| Generation            | Einsatzbeginn | Zug-Nr.   | Anzahl | Aufbau   | Länge   | Breite | Plätze (Sitz-/Steh-) | Bau- material | Leermasse | Leistung    | v-max (Antrieb) | Bemerkungen                                                            |
| abgestellt            |               |           |        |          |         |        |                      |               |           |             |                 |                                                                        |
| Typ 1000              | 1995          | 32        | 1      | 4-teilig | 60,20 m | 2,98 m | 494Anm. 1            | Aluminium     | 108,6 t   | 16 × 80 kW  | 85 km/h         | 18. Juni 2018 mit Schaden durch Erdbeben abgestellt, 2020 verschrottet |
| Typ 1000              | 1990          | 02, 06    | 2      | 4-teilig | 60,20 m | 2,98 m | 494Anm. 1            | Aluminium     | 108,6 t   | 16 × 80 kW  | 85 km/h         | 2021 verschrottet                                                      |
| Typ 1000              | 1994          | 31        | 1      | 4-teilig | 60,20 m | 2,98 m | 494Anm. 1            | Aluminium     | 108,6 t   | 16 × 80 kW  | 85 km/h         | 2022 verschrottet                                                      |
| im Betriebseinsatz    |               |           |        |          |         |        |                      |               |           |             |                 |                                                                        |
| Typ 1000              | 1990          | 01, 03–05 | 4      | 4-teilig | 60,20 m | 2,98 m | 494Anm. 1            | Aluminium     | 108,6 t   | 16 × 80 kW  | 85 km/h         | 2007–2009 renoviert                                                    |
| Typ 1000              | 1997/1998     | 21–25     | 5      | 4-teilig | 60,20 m | 2,98 m | 494Anm. 1            | Aluminium     | 108,6 t   | 16 × 80 kW  | 85 km/h         | 2007–2009 renoviert                                                    |
| Typ 2000              | 2001          | 11        | 1      | 4-teilig | 60,20 m | 2,98 m | 410                  | Aluminium     | 104,5 t   | 16 × 100 kW | 75 km/h         |                                                                        |
| Typ 2000              | 2005–2007     | 12–17     | 6      | 4-teilig | 60,20 m | 2,98 m | 410                  | Aluminium     | 104,5 t   | 16 × 100 kW | 75 km/h         |                                                                        |
| Typ 2000              | 2010          | 18        | 1      | 4-teilig | 60,20 m | 2,98 m | 410                  | Aluminium     | 104,5 t   | 16 × 100 kW | 75 km/h         |                                                                        |
| Typ 3000              | 2018–2021     | 50–53     | 4      | 4-teilig | 60,20 m | 2,98 m | 400 (124/276)        | Aluminium     | 108,8 t   | 16 × 105 kW | 75 km/h         | Kinderspielzone am Zugende                                             |
| Stand: 1. August 2023 |               |           |        |          |         |        |                      |               |           |             |                 |                                                                        |

Anm. 1 Der deutlich höheren Gesamtkapazität im Vergleich zu den Typen 2000 und 3000 liegt eine größere Belegung von Stehplätzen pro Quadratmeter Bodenfläche zugrunde.

## Bildergalerie

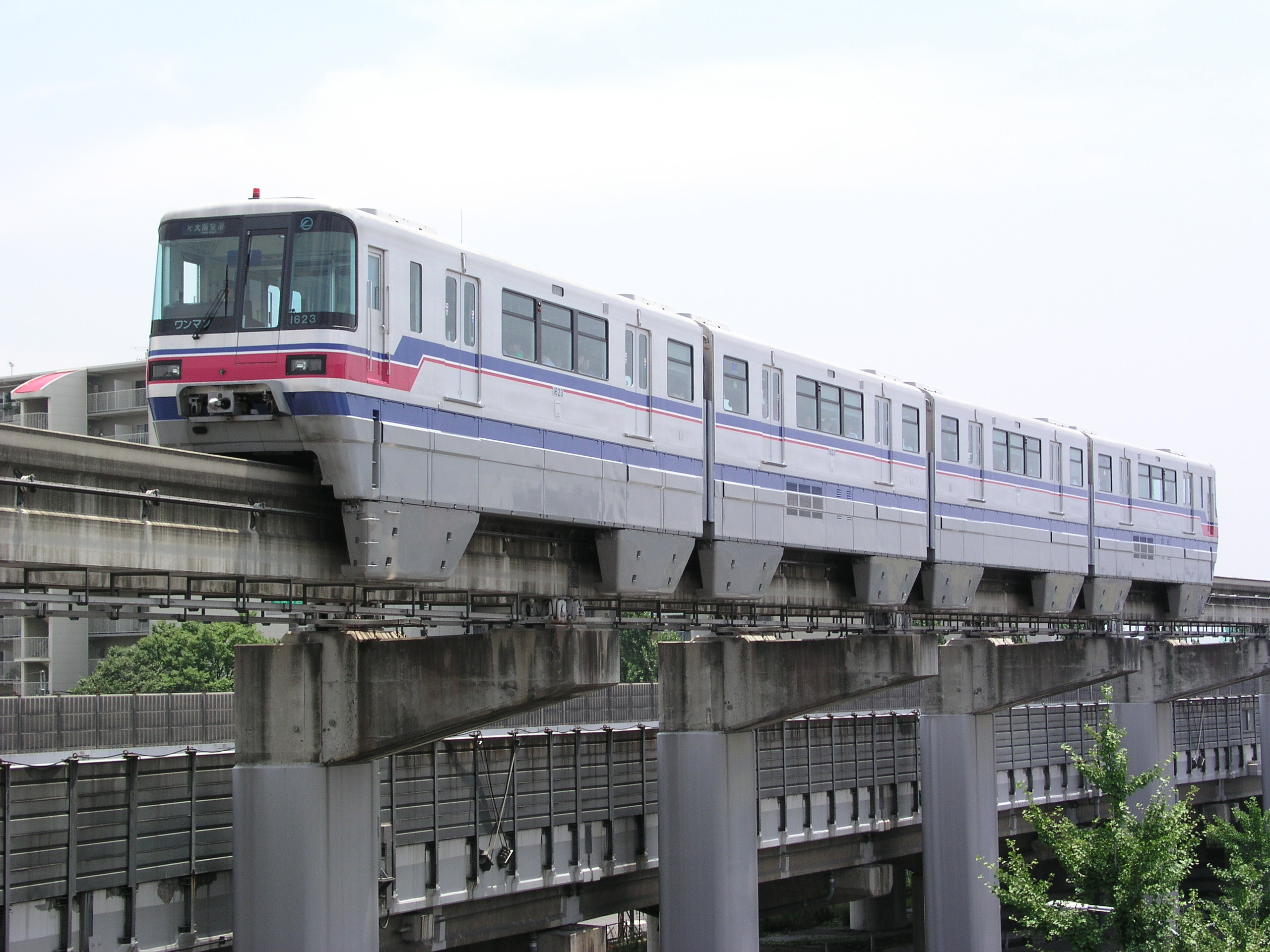
Zuggarnitur Nr. 23 vom Typ 1000 kurz vor der Station Minami Ibaraki
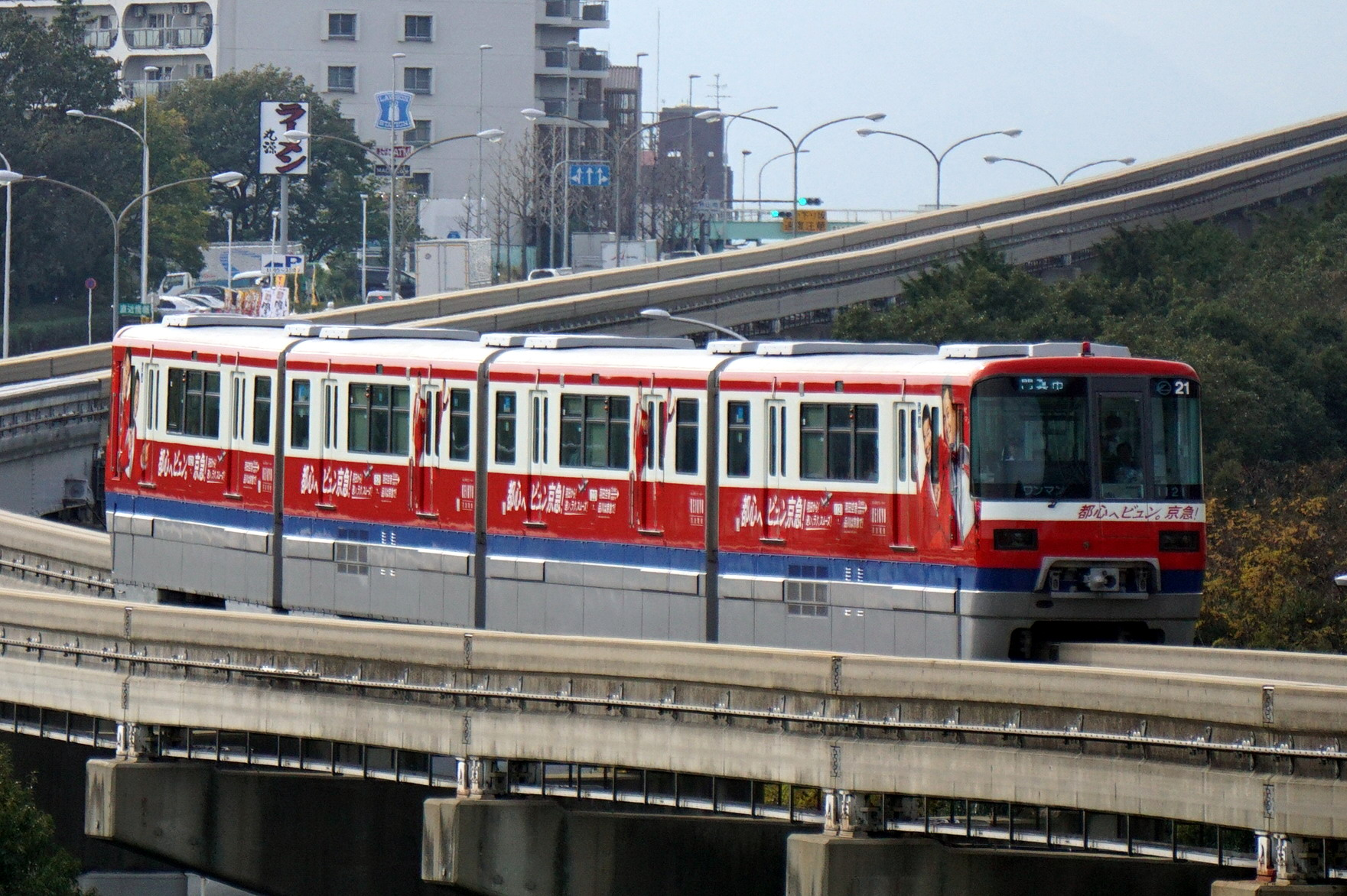
Zuggarnitur Nr. 21 vom Typ 1000 mit Ganzzug-werbung "Keikyu!" nach einem der steileren Streckenabschnitte
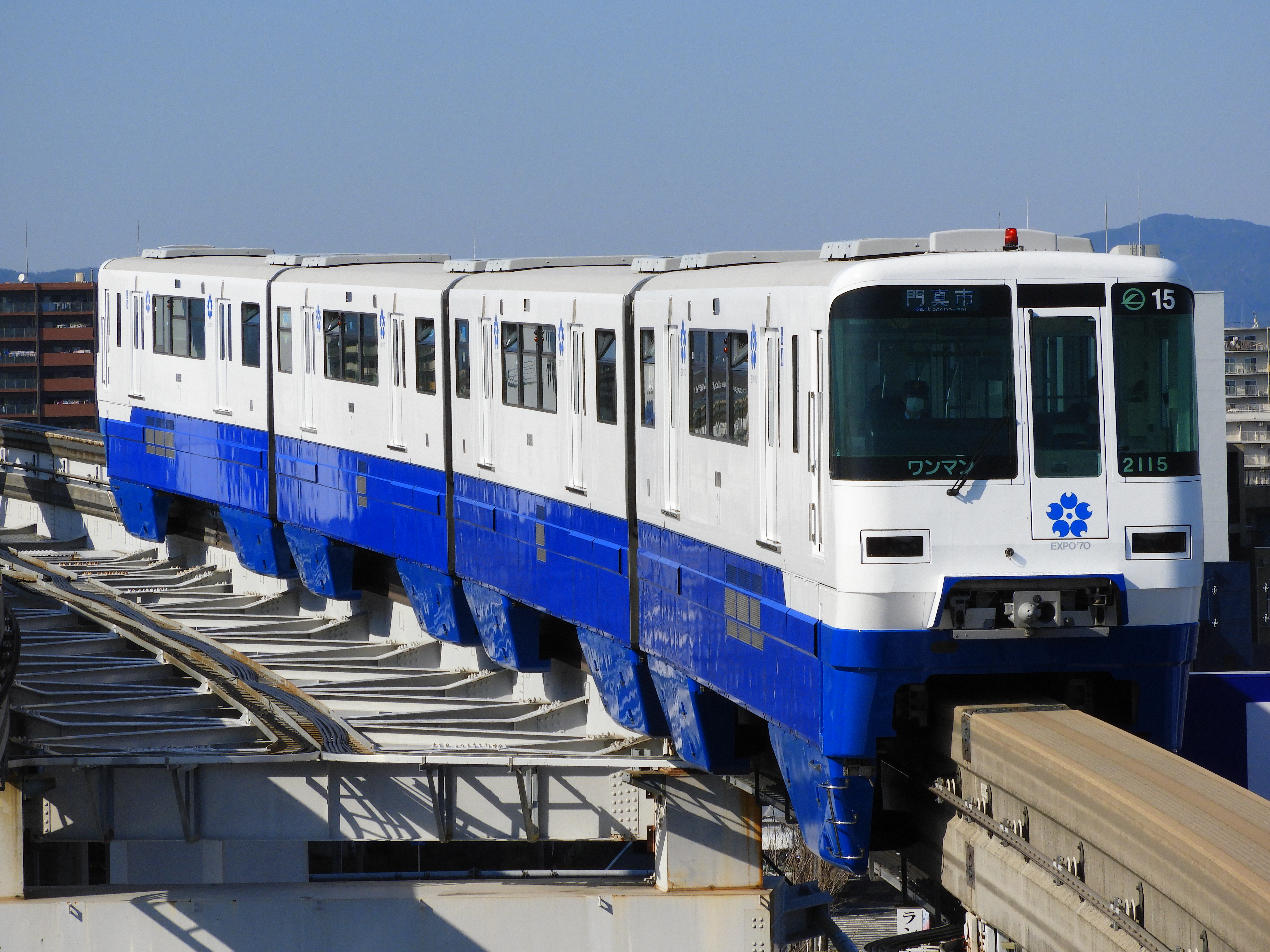
Zuggarnitur Nr. 15 vom Typ 2000 mit Ganzzug-werbung "Expo '70" bei Einfahrt in die Station Sawaragi
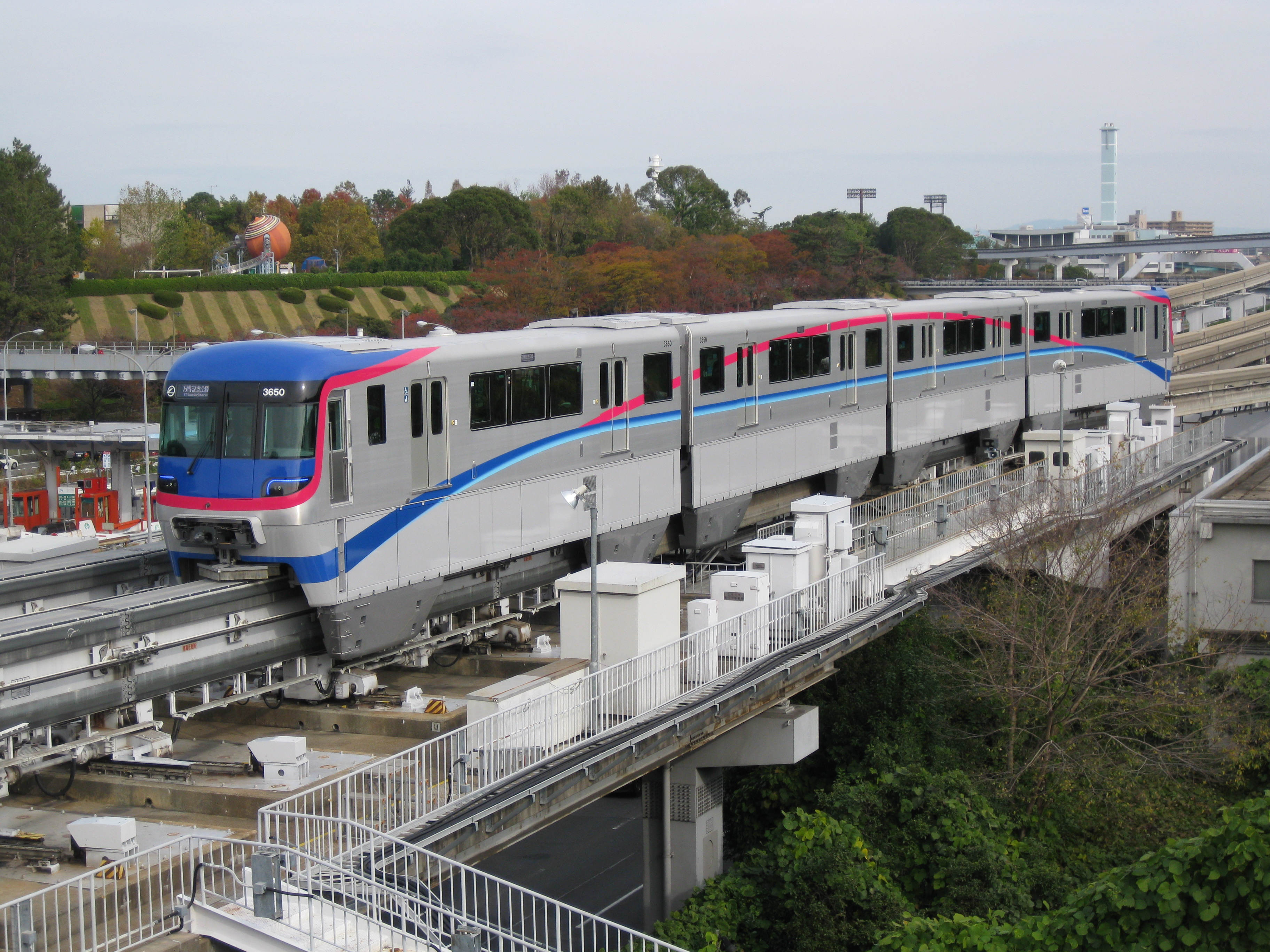
Zuggarnitur Nr. 50 vom Typ 3000 von der Saito-Linie kommend in die Station Bampaku-kinen-kōen einfahrend